# Epigee
Le Epigee sono figure della mitologia greca, altrimenti dette ninfe terrestri. Si dividono in:
- Agrostine, dei campi
- Aloniadi, dei burroni
- Oreadi, delle montagne
  - Napee, delle valli e dell'Ortoclasio
    - Alseidi, dei boschi e della pelle
    - Auloniadi,
    - Lemoniadi, dei proci

  - Coricidi,
- Driadi, che vivevano ciascuna in una quercia o comunque in una pianta
  - Meliadi, delle piante di frassino
  - Epimelidi, dei meli e degli ovini
  - Ileori
  - Esperidi

Coloro che abitano i monti e con il loro canto ed i loro gioiosi giochi illuminano le alture sono le Oreadi che prendono spesso il nome dalla montagna che le ospita (le Corice abitavano una grotta del Parnaso, le Ditèe il Ditte, le Idèe l'Ida ecc.); la più conosciuta è forse Eco, compagna di Pan, innamoratasi del bel Narciso.
Le Napee sono le ninfe delle valli selvose e dei prati dove il verde dell'erba si fonde con i mille colori dei fiori; amano la dolce solitudine dei luoghi selvaggi ma a volte concedono il loro amore a qualche fortunato essere umano o a qualche satiro, similmente alle Auloniadi che si aggirano nei burroni scoscesi.
Alseidi è l'appellativo delle abitatrici dei boschi che, particolarmente amate dalla cacciatrice Artemide, fanno parte del suo corteo silvestre.
Le più antiche sono ritenute le Meliadi, abitatrici dei frassini con caratteristiche guerriere (forse perché con tale legno si costruivano i giavellotti), nate dalle gocce di sangue sgorgate in seguito all'evirazione di Urano e cadute sulla Madre Terra, la quale ne viene fecondata. 
Le Amadriadi abitano entro le vergini cortecce degli alberi e muoiono con essi quando la loro vita è giunta al termine o quando l'uomo li abbatte; le loro sorelle più prossime, le Driadi, sono al contrario immortali come Eurydike e la bella Dafne.
Più prossime al mondo civilizzato sono le Agrostine, protettrici dei campi che producono il sostentamento necessario agli uomini, le Epimelidi, custodi delle greggi, le Cure, insuperabili nutrici, e le Menadi; a queste ninfe, seguaci di Dioniso dio dell'ebbrezza, si univano anche donne mortali, che si abbandonavano all'estasi provocata dal vino e dalla danza sfrenata.